# Duško Tadić
Pour les articles homonymes, voir Tadić.
Duško Tadić, aussi appelé « Dule » ou « Duško », né le 1er octobre 1955 à Kozarac (République socialiste de Bosnie-Herzégovine, ex-Yougoslavie), est un criminel de guerre serbe de Bosnie, ancien chef du SDS de Kozarac et un ancien membre des forces paramilitaires ayant soutenu l’attaque sur le district de Prijedor. Il fut condamné pour crimes contre l'humanité, de graves violations des Conventions de Genève et des violations des lois et coutumes de la guerre par le tribunal pénal international pour l'ex-Yougoslavie (TPIY) pour son action dans la région de Prijedor, dont les camps de concentration d'Omarska, de Trnopolje et de Keraterm. Il fut condamné à 20 ans de prison.

## Guerre de Bosnie: faits
Le 25 mai 1992, lors de la guerre de Bosnie, les forces serbes lancèrent des attaques contre les centres de population bosniaque et croate dans la municipalité bosniaque de Prijedor. Environ 3 000 non-Serbes furent emprisonnés dans le camp de concentration d'Omarska. Lors de ces évènements, Tadić participa au regroupement et au transfert de ces personnes. Par ailleurs, il participa à des mauvais traitements (menace, torture, traitements inhumains et meurtre).

## Procès

### Arrestation
Tadić fut arrêté par la police allemande à Munich en 1994.

### Accusation
Il était sous le coup de 12 accusations de crimes contre l'humanité, 12 accusations de graves violations des Conventions de Genève et  10 violations des lois et coutumes de guerre. Pour l'ensemble de ces actes, il n'a jamais plaidé coupable.

### Déroulement du procès
Son procès devait être tenu simultanément à celui de Goran Borovnica, mais ce dernier était alors introuvable et plus tard déclaré mort.
Le 7 mai 1997, la Seconde Chambre de jugement déclara Tadić coupable de 9 chefs d'accusation et partiellement coupable pour deux autres. Tadić et le parquet firent appel de plusieurs chefs d'accusation. Un des arguments avancés demandait à la Cour de déterminer sa légitimité dans l'exercice de la juridiction. Plus particulièrement, Tadić considérait que la Cour avait été illégitimement créée par le Conseil de sécurité des Nations unies. Son argumentation se basait sur la séparation des pouvoirs. Il considérait que le Conseil de sécurité avait la nature d'un exécutif et que par conséquent il n'avait pas la juridiction pour créer un organe judiciaire.
Pour résoudre ce point, la Cour fut forcée de déterminer si elle avait été légitimement créée par le Conseil de sécurité des Nations unies. L'analyse de la Cour commença par expliciter que cette question était une question de juridiction. La Cour a expliqué que ce n'était pas une question de juridiction lorsque celle-ci a une définition stricte. Elle a ensuite noté que la définition stricte de la compétence n'est pas justifiée dans le contexte international.
Par la suite, la Cour chercha à savoir si elle avait la capacité d'évaluer sa propre juridiction. Pour en arriver à une conclusion, la Cour a expliqué qu'un tribunal, dans le contexte international, doit affirmer sa compétence dans les limites du conseil qui la forme. Par conséquent, le tribunal a déterminé qu'il n'a pas le pouvoir de déterminer la « validité de sa création par le Conseil de sécurité ».

### Verdict
Lors de la procédure en appel, Tadić fut condamné pour plusieurs autres chefs d'accusation.
Bien qu'il n'exprime aucun regret pour ses crimes, une libération anticipée lui fut accordée le 17 juillet 2008. Il vit actuellement en Serbie.

## Sources

## Compléments